# Purany
Purany (dewanagari पुराण, trl. purāṇa) – gatunek literacki świętych pism hinduizmu. Teksty mitologiczne. Poruszają tematy takie jak: historia, religia, tradycja.
Według tradycji ich autorem jest Wjasa.

## Mahapurany
Wielkie purany (Mahapurany):
- Brahmapurana (nr 1) – najstarsza
- Padmapurana (nr 2) – w przeważającej części wisznuicka.
- Wisznupurana (nr 3) – wisznuicka
- Śiwapurana (Wajupurana) (nr 4) – śiwaicka
- Bhagawatapurana (nr 5) – wisznuicka
- Naradapurana (nr 6) – wisznuicka, idea bhakti.
- Markandejapurana (nr 7)
- Agniarpurana (nr 8)
- Bhawiszjapurana (nr 9)
- Brahmawaiwartapurana (nr 10)
- Lingapurana (nr 11) – śiwaicka
- Warahapurana (nr 12) – wpływy wisznuickie, poświęcona Śiwie, teksty śaktyjskie
- Skandapurana (nr 13) – śiwaicka
- Wamanapurana (nr 14) – śiwaicka
- Kurmapurana (nr 15)
- Matsjapurana (nr 16)
- Garudapurana (nr 17)
- Brahmandapurana (nr 18) – hymny śaktyjskie

## Upapurany
Są także tzw. Purany mniejsze.
Madhusudana wymienia 18 upapuran:
- Sanatkumara
- Narasimha
- Nandi
- Śiwadharma
- Daurwasa
- Naradija
- Kapila
- Manawa
- Auśanasa
- Brahmanda
- Waruna
- Kalika
- Maheśwara
- Samba
- Saura
- Paraśara
- Maricza
- Bhargawa

## Inne purany
- Wisznudharmottarapurana

## Purany tamilskie
Purany tamilskie pisane w języku tamilskim, reprezentują tradycje śiwaickie.
- Perijapuranam – Śekkilar
- Tiruvileiyadalpuranam – Muniwar (XII w n.e.)
- Halasyamahatmypuranam
- Kandapuranam -Kaczczijappara
- Koyirpuranam – Umbadi
- Tiruvadavurarpuranam